# Endoxyla vittata
Endoxyla vittata is een vlinder uit de familie van de Houtboorders (Cossidae). De wetenschappelijke naam van de soort is voor het eerst gepubliceerd in 1856 door Francis Walker.
De spanwijdte bedraagt ongeveer 6 centimeter.
De soort komt voor in West-Australië.